# Итальянская социальная республика

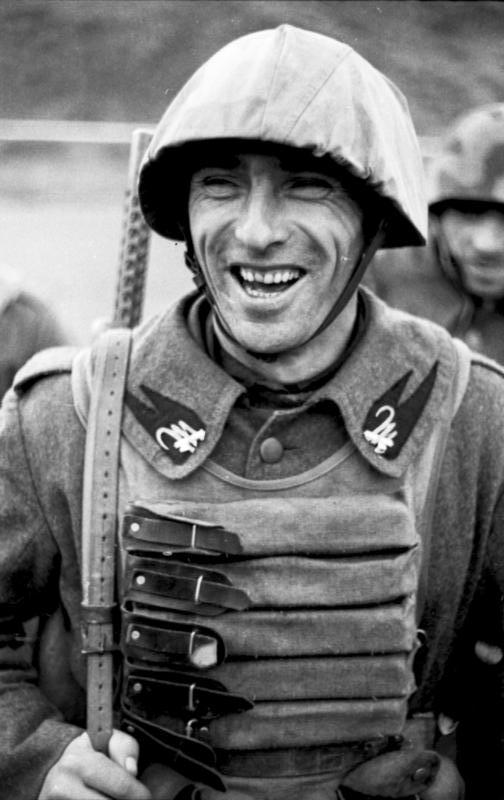
Военнослужащий штурмового батальона Республиканской национальной гвардии Итальянской социальной республики c пистолетом-пулемётом Beretta MAB 38, в шлеме образца 1933 года и жилете, 1943 год.

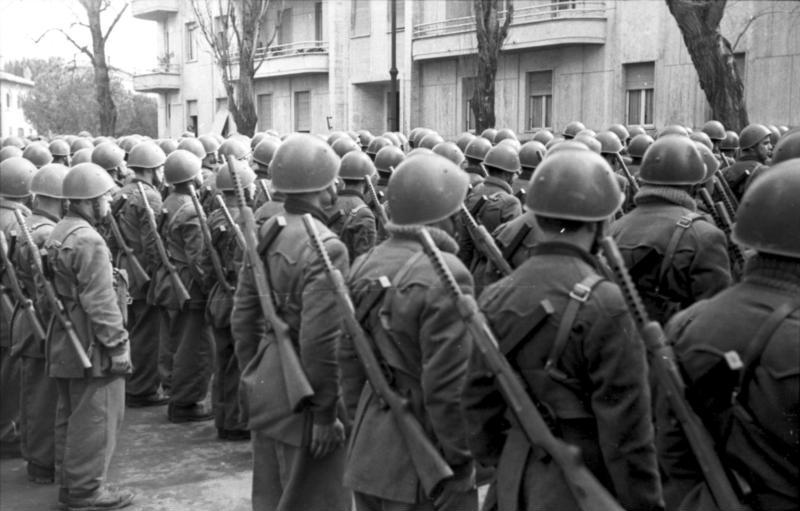
Солдаты НРГ, март 1944 года.

Италья́нская социа́льная респу́блика (итал. Repubblica Sociale Italiana произношение [reˈpubblika soˈt͡ʃaːle itaˈljaːna]), неофициально известная по названию одной из правительственных резиденций как Респу́блика Сало́ (итал. Repubblica di Salò) — марионеточное государство, образованное в сентябре 1943 года на оккупированной Германией территории северной (и частично центральной) Италии. 
Социальная республика создана после освобождения немецким формированием спецназа из-под ареста итальянского диктатора Бенито Муссолини, который и возглавил новое правительство, а вновь созданная Республиканская фашистская партия (преемник Национальной фашистской партии) стала правящей и единственной законной в стране.
Формально ИСР была независимым государством, фактически же она существовала благодаря нахождению в этом регионе немецких войск.
Правительство республики провозгласило себя единственным существующим законным итальянским правительством и не признало заключенного новым итальянским правительством в сентябре 1943 года перемирия с союзниками, объявив короля Виктора Эммануила III предателем.
До июня 1944 года республика обладала относительной самостоятельностью во внутренней политике и даже смогла осуществить ряд проектов (например, социализация экономики). Постепенный распад республики под натиском войск союзников и отрядов итальянского сопротивления всё больше усиливал её зависимость от германского правительства.
Государство прекратило своё существование 25 — 28 апреля 1945 года, когда капитулировали остатки немецких войск на территории Италии. Многие бывшие руководители республики, включая Муссолини, были схвачены и казнены итальянскими партизанами.

## Предыстория
После того, как армия союзников вторглась на Сицилию, Большой фашистский совет в июле 1943 года под председательством Дино Гранди при поддержке короля Виктора Эммануила III сверг и арестовал «дуче» Бенито Муссолини. Новое правительство маршала Пьетро Бадольо начало переговоры с властями союзных держав, а также начало скрытый демонтаж фашизма в стране. 3 сентября было подписано перемирие между Италией с одной стороны и Великобританией и США с другой. Перемирие вступило в силу спустя пять дней.
В события быстро вмешалась нацистская Германия, оккупировавшая с 9 по 11 сентября север и центр Италии, включая Рим. Король и правительство Бадольо бежали на юг страны. Муссолини был освобождён отрядом Отто Скорцени и доставлен в Германию, где через несколько дней встретился с Гитлером. Спустя ещё пару дней Муссолини вернулся в оккупированную часть Италии. 23 сентября 1943 года Муссолини по радио объявил, что переворот, направленный против него, потерпел неудачу, и что его режим продолжается уже в виде республики.

## Итальянская социальная республика
Своё название республика получила из-за объявленной Муссолини программы, где объявлялось, что новая Республика — социальное государство. Под словом «социальный» имелась ввиду идеология схожая с немецким национал-социализмом, тем более что с экономической, с политической и с военной точек зрения эта часть Италии была практически полностью под контролем у официального Берлина. Военными в Италии, в том числе и итальянскими военными, командовал генерал-фельдмаршал Кессельринг, а впоследствии и генерал-полковник Фитингхоф. Войсками СС и полицией в Италии руководил обергруппенфюрер Карл Вольф. Активную деятельность в оккупированной Италии развернуло и Гестапо под руководством Герберта Капплера.
Официальной столицей республики был Рим. Обычно фактической столицей республики называют Сало́, маленький городок в Ломбардии (провинция Брешиа) на озере Гарда, однако это не совсем верно, поскольку главные конторы и филиалы министерств, управлений вооруженными силами, органы государственной прессы и прочие институциональные органы были расположены по всей Северной Италии. Так, в Венеции находилась Палата фасций и корпораций и итальянская государственная радиовещательная корпорация EIAR, в Вероне Министерство Коммуникаций, в Кремоне Министерство Юстиции и так далее. В самом Сало располагалось Министерство Иностранных дел, Министерство Народной культуры, Центральное телеграфное пресс-агентство «Stefani» и журналистский пул, штаб-квартиры Национальной республиканской гвардии, Республиканской полиции, Автономного мобильного легиона им. Этторе Мути, Десятой флотилии MAS и гарнизон Чёрных бригад. Совет Министров находился в Гарньяно, а резиденция дуче в Милане. Муссолини сформировал правительство, включавшее некоторых членов его последнего кабинета при короле (в частности, военного министра маршала Грациани).
После оккупации немцами и образования Республики туда бежали многие сподвижники итальянского фашизма не пожелавшие поддержать Короля и Бодольо. Так сторону Муссолини занял князь Юнио Валерио Боргезе, ставший командиром Десятой флотилии MAS. Граф Серафино Маццолини, секретарь Министерства иностранных дел Республики, Алессандро Паволини, ставший Генеральным секретарём вновь созданной Республиканской фашистской партии. Также на сторону Республики перешли и ряд высших военных офицеров. Помимо упомянутого выше маршала Грациани это были: генерал Гастоне Гамбара ставший командующим Генерального штаба армии, генерал Энеа Наварини командующий центром подготовки специальных войск, генерал Арриго Тессари — командующий ВВС, генерал Марио Карлони — командующий альпийскими стрелками дивизии «Монтероза» и другие.
Вскоре после создания новое государство было вынуждено, фактически, уступить Триест, Истрию и южный Тироль (то есть итальянские территории, до 1918 входившие в Австро-Венгрию) немцам (они были ранее включены в альпийскую и адриатическую «операционные зоны» Третьего рейха и лишь формально относились к Италии).
После того, как союзники и бойцы Сопротивления вытеснили немцев из Италии, республика Сало прекратила существование, а дуче был казнен партизанами под Миланом; отдельно от него были казнены два десятка других деятелей фашистского режима (Стараче, Буффарини-Гвиди, Фариначчи и др.).

### Вооруженные силы
При создании вооруженных сил во вновь образованной Республике, встала дискуссия, какой армии быть. Так фашистский деятель Ренато Риччи требовал, чтобы Республиканская армия была создана по образцу и подобию Waffen-SS, то есть, фактически, была идеологизированной "политической" армией. Поскольку прежняя армия была королевской и содействовала июльскому перевороту. Вместе с тем маршал Грациани считал, что армия Республики должна быть классической, став не королевской, а республиканской. В итоге был найден компромисс. Риччи было поручено создание Национальной Республиканской гвардии (GNR), некоторого аналога бывших MVSN ("чернорубашечников"). В неё набирались бывшие "чернорубашечники", карабинеры, а также фашистская молодежь перешедшая на сторону новой Республики. Границани было поручено создать Республиканские армию, авиацию и флот. Гвардия насчитывала до 150 тыс. человек, а армия к 1944 году до 400 тыс. В том же году, в августе, гвардия была включена в состав Республиканской армии.
Вместе с тем, собственные вооруженные силы организовал и князь Юнио Валерио Боргезе. Его X-я флотилия МАС, после июля 1943 года, резко сократив свою диверсионную деятельность на море и переименованная к 1944 году в дивизию, стала, фактически, сухопутной и насчитывала до 25 тыс. человек. В июле 1944 года были сформированы "Черные бригады". Фактически, это была некая отсылка к первым боевым отрядам итальянских фашистов - "сквадристов" создававшихся в самом начале 1920-х годов, для вооруженной борьбы с политическими оппонентами фашистов. В "бригадах" все были членами Республиканской фашистской партии. Формировались "бригады" местными партийными ячейками. "Черные бригады", фактически, носили милицейские и карательные функции, при необходимости становясь и местной военной силой. Так же в ИСР была сформирована и полиция, в том числе и военизированная, которая действовала, совместно с другими военизированными силами в крупных городах на севере Италии (Милан, Турин и др.). Наконец, существовали и итальянские формирования на службе у Waffen-SS, действующие в Италии. Вначале это была 9-я пехотная бригада СС, а с марта 1945 года 29-я пехотная дивизия СС. В августе 1944 года была создана 24-я добровольческая горнопехотная дивизия "Карстъегер". Обе дивизии имели немецких командиров и подчинялись только СС.  
Вооруженные силы, равно как и военизированные отряды национальной фашистской партии известные как «Черные бригады», формально, подчинялись республиканскому правительству, но фактически, исполняли приказы и подчинялись немецким военным властям под командованием генерала-фельдмаршала Альберта Кессельринга, а позднее генерала-полковника Генриха фон Фитингхофа, которые являлись командующими немецкими войсками в Италии в 1943—1944 и 1944—1945 годах. В это же время усилилось сопротивление итальянских партизан-антифашистов на территории Республики, которых подавляли как немецкие оккупанты, так и итальянские коллаборационисты. Фактически к этому времени на территории Северной и Центральной Италии шла самая настоящая гражданская война. Национальная республиканская армия и гвардия, как и «Черные бригады», а также 10-я флотилия МАС очень жестоко подавляли любые антифашистские действия, устраивая показательные карательные операции. Они окружали населенные пункты, жителей которых подозревали в причастности к Движению Сопротивления. Мирные жители брались в заложники, которые затем показательно расстреливались, в том числе женщины и дети. Практиковались массовые казни схваченных партизан.
Само же состояние вооруженных сил Итальянской социальной республики было не на высоком уровне. Большинство вооружения было морально устаревшим, некоторую его часть итальянцам передали немцы. Ощущалась острая нехватка боеприпасов и главное топлива, которую также испытывали и немцы. Моральное состояние рядовых военнослужащих было на низком уровне. Исключение составляли лишь «элитные» подразделения войск и «Черные бригады», в которые набиралась идеологически обработанная фашистская молодежь.

### Галерея

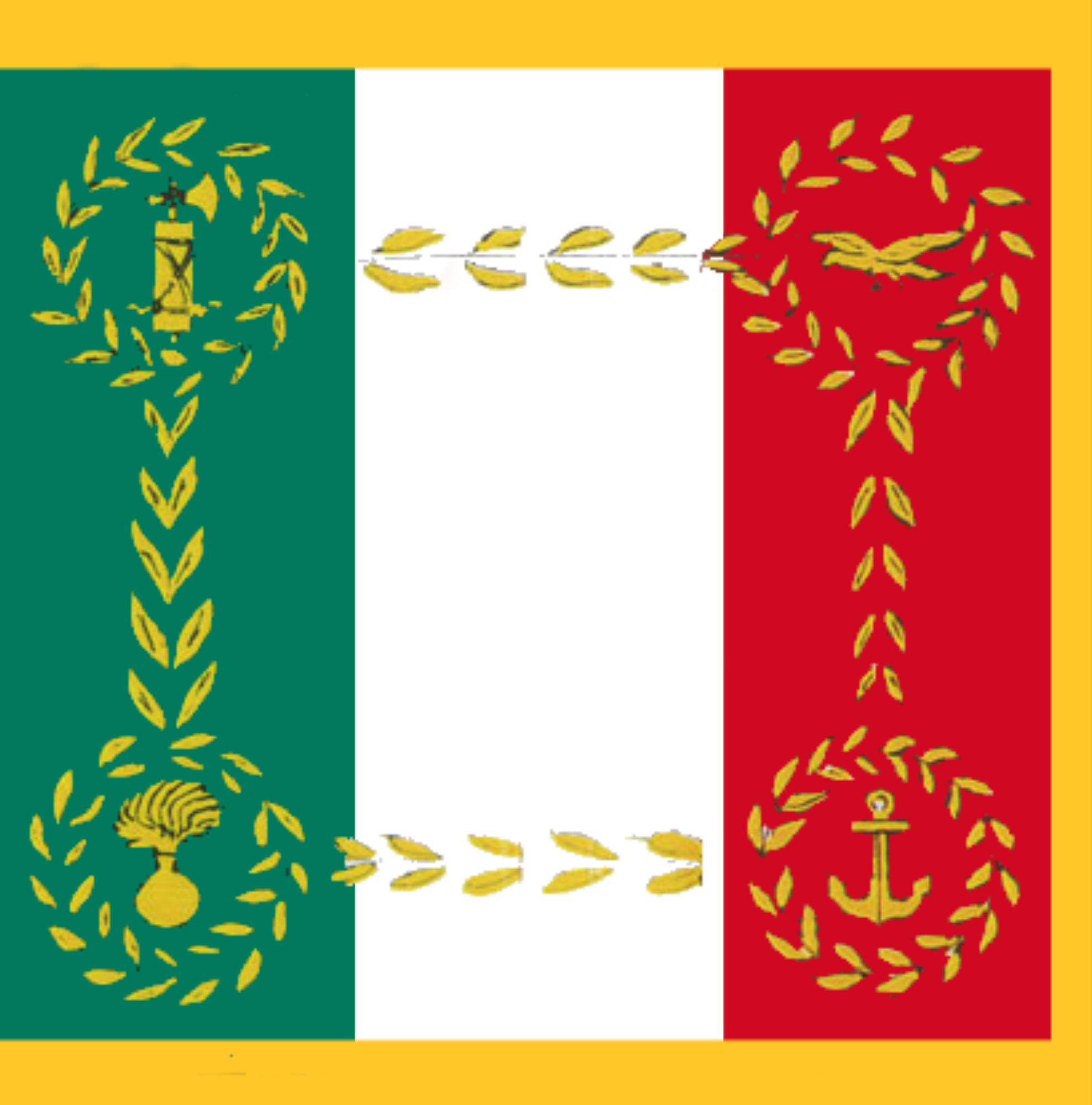
Флаг вооружённых сил Итальянской социальной республики с 1 декабря 1943 г. по 5 мая 1944 г.
Флаг вооружённых сил Итальянской социальной республики с 6 мая 1944 г. по 3 мая 1945 г.

## Репрессии и Холокост
Если до сентября 1943 года преследования евреев в Италии не носили массового и систематического характера, то после оккупации Италии гитлеровцами и образования на оккупированной ими территории марионеточной Республики началась массовая депортация итальянских евреев в гитлеровские лагеря смерти. Первые антиеврейские акции прошли 16 сентября в Мерано и 22 сентября в районе озера Маджоре. Одна из крупнейших акций такого рода состоялась 16 октября 1943 года в Риме. Тогда специальными частями СС в столице Италии было арестовано около 1 300 евреев. Они были отправлены в Освенцим, где почти все погибли. Аналогичные аресты и депортации состоялись в октябре — ноябре 1943 года в Триесте, Генуе, Флоренции, Милане, Венеции и Ферраре. 14 ноября 1943 года власти Итальянской социальной республики определили евреев как «врагов нации». 30 ноября министр внутренних дел Буффарини-Гвиди постановил арестовать всех евреев и направить в концлагеря с конфискацией имущества.
Проводились репрессии и против любого инакомыслия среди итальянского населения. Велась борьба с коммунистами (значительная часть которых составляла Движение Сопротивления), социалистами, христианскими демократами и всеми, кто был лишь заподозрен в помощи партизанскому антифашистскому движению. Если до немецкой оккупации такая борьба была относительно скрытной и осуществлялась силами итальянской тайной полицией ОВРА, то после 1943 года карательные операции проводились показательно, как немецкими зондеркомандами СС, так и итальянскими фашистами. В качестве примеров таких операций можно привести казнь в Чивителла 29 июня 1944 года (убито 160 человек), массовые убийства в Винча 24 августа 1944 года (убиты 173 человека), бойню в Марцаботто 29 сентября — 5 октября 1944 года, в ходе которой было убито 1830 человек, и многие другие. Всего за 1944-45 годы было проведено более сотни подобных операций, которые заканчивались жертвами в основном среди мирного итальянского населения, часто сжигались населенные пункты. Официальное фашистское республиканское правительство оправдывало подобные операции, утверждая, что идёт борьба с «партизанскими и коммунистическими бандами» и «пособниками англо-американских оккупантов». С немецкой стороны в подобных карательных вылазках наиболее «проявила» себя 16-я моторизованная дивизия СС «Рейхсфюрер СС», на счету которой около 2000 жертв со стороны гражданских лиц в Италии. Одним из наиболее страшных военных преступлений дивизии стала резня в Тосканской деревне Сант’Анна ди Стаццема, где 12 августа 1944 года дивизией совместно с 36-й черной бригадой «Бенито Муссолини» было уничтожено 560 человек (из них 130 детей). Не щадили даже католических монахов. Так, в сентябре 1944 года в монастыре Кертоза ди Фарнета в городе Лукка солдатами 16-й дивизии за укрывательство партизан были расстреляны 12 монахов-картезианцев и 32 гражданских лица.

## Дипломатические отношения
У Итальянской социальной республики были официальные отношения с Германией и Японией, а также с Болгарией, Хорватией, Румынией, Словакией, Венгрией, прояпонским марионеточным правительством Китая под руководством Ван Цзинвэя, марионеточным режимом Маньчжоу-Го, Таиландом, Бирмой (оккупированной японцами) и Сан-Марино. Неофициальные отношения были с Албанией (оккупированной вначале итальянцами, а после немцами), Аргентиной, Данией (под немецкой оккупацией), Португалией, Испанией и Швейцарией. Поскольку Республика формально контролировала в 1943—1944 годах и Рим, то неофициальные отношения были установлены и с Ватиканом.

## Управление республикой
Социальной республикой управляли на должностях, в период времени, следующие лица:
- Временный глава государства — ??.09.1943 — ??.??.1945 — Муссолини;
- Глава правительства и министр иностранных дел — ??.09.1943 — ??.??.1945 — Муссолини;
- Унтер-секретарь ведомства президента — ??.??.1943 — ??.??.1945 — Франческо Мария Бараку;
- Унтер-секретарь по иностранным делам — ??.??.1943 — ??.??.1945 — граф Серафино Маццолини;
- Министр Внутренних дел:
  - ??.??.1943 — 12.02.1945 Гвидо Буффарини-Гвиди;
  - ??.??.1945 Валерио Цербине;
- Министр обороны (с ??.??.1944 г. министр вооруженных сил) — ??.??.1943 — ??.??.1945 маршал Грациани;
- Унтер-секретарь МО (ком. сухопутных войск) — ??.??.1944 — ??.??.1945 Карло Эмануэле Базиле;
- Унтер-секретарь МО (ком. ВМФ):
  - ??.??.1943 Антонио Леньяни;
  - ??.??.1943 — ??.??.1944 Ферруччо Феррини;
  - ??.??.1944 — ??.??.1945 Джузеппе Спарцани;
  - ??.??.1945 Бруно Гемелли;
- Унтер-секретарь МО (ком. ВВС):
  - ??.??.1943—1944 Эрнесто Ботто;
  - ??.??.1944 Арриджо Тессари;
  - ??.??.1944 Манило Мольфезе;
  - ??.??.1944 — ??.??.1945 Руджеро Бономи;
- Министр юстиции и наград (с ??.??.1943 — министр юстиции):
  - ??.??.1943 Антонио Трингали-Казанова;
  - 02.11.1943 — ??.??.1945 Пьетро Пизенти;
- Министр внешней торговли и валюты (с ??.??.1943 — министр финансов) — ??.??.1943 — ??.??.1945 Доменико Пеллегрини[итал.];
- Министр корпоративной экономики (с ??.??.1945 — министр промышленного производства):
  - ??.??.1943 — 01.01.1945 Сильвио Ган;
  - 02.01.1945 — ??.??.1945 Анджело Тарчи;
- Министр общественных работ — ??.??.1943 — ??.??.1945 Ружеро Романо;
- Министр транспорта — ??.??.1943 — ??.??.1945 Аугусто Ливерани;
- Министр труда — ??.??.1945 Джузеппе Спинелли;
- Министр национального образования — ??.??.1943 — ??.??.1945 Карло Альберто Биджини;
- Министр народной культуры — ??.??.1943 — ??.??.1945 Фернандо Меццасома;
- Министр сельского хозяйства — ??.??.1943 — ??.??.1945 Эдуардо Морони

## Республиканская фашистская партия
- Генеральный секретарь — 15.09.1943 — 28.04.1945 — Алессандро Паволини;
- Начальник штаба Национальной республиканской гвардии — 10.10.1943 — ??.??.1944 — ген. Ренато Риччи;
- Национальная республиканская армия — ??.??.1943 — ??.??.1945 — ген. Гастоне Гамбара

## Изображение времени в искусстве
Республика Сало известна как место действия скандального художественного фильма Пьера Паоло Пазолини «Сало, или 120 дней Содома» (1975).

## Документы
- Italia, Repubblica Sociale — Progetto di Costituzione — проект Конституции Итальянской социальной республики (итал.)
- Отчеты о состоянии итальянской прессы, о культурных ценностях, о «масонских ложах», «еврейских деятелях», психологические характеристики итальянского народа (нем.). — Немецкие документы Оперативного штаба рейхслятера Розенберга. Дата обращения: 5 февраля 2012. (недоступная ссылка)